# Euthalia saidja
Euthalia saidja är en fjärilsart som beskrevs av Max Poll 1895. Euthalia saidja ingår i släktet Euthalia och familjen praktfjärilar. Inga underarter finns listade i Catalogue of Life.

## Bildgalleri

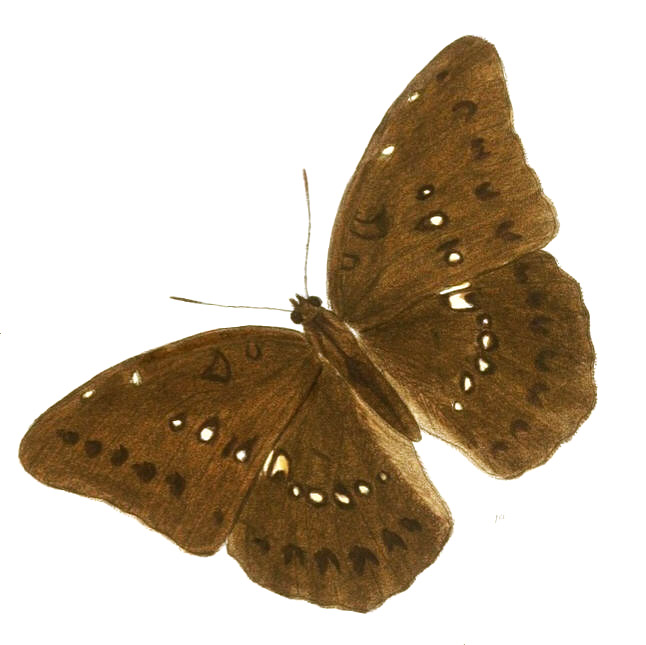